# Peter Leeson
Peter T. Leeson (29 de julio de 1979) es Profesor BB&T para el Estudio del Capitalismo en el Mercatus Center, Universidad George Mason y autor de The Invisible Hook, que trata de los piratas como los pioneros de la democracia.

## Educación
Después de ganar un B.A. en Hillsdale College en 2001, Leeson entró en el programa de doctorado de economía en la Universidad George Mason. Después de tanto tiempo como Visiting Fellow en Economía Política en la Universidad de Harvard en 2004, obtuvo su doctorado en George Mason en 2005. Leeson completó una beca posdoctoral como FA Hayek Fellow en la London School of Economics.

## Carrera de economía
Después de volver de Londres en 2005, Leeson aceptó un puesto como profesor asistente de Economía en la Universidad de Virginia Occidental, donde permaneció durante dos años. En 2007, dejó WVU para aceptar un puesto como Profesor BB&T para el Estudio del Capitalismo en la Universidad George Mason. También un académico en el GMU Mercatus Center.
Además de su docencia e investigación en la George Mason, Leeson es un distinguido académico en el Centro de Estudios de Economía Política en Hampden-Sydney College, e investigador del Independent Institute, y sirve en el Comité Ejecutivo de la Sociedad para el Desarrollo de la Economía Austríaca. También un miembro de la Junta de Académicos del Virginia Institute for Public Policy, editor asociado de la Review of Austrian Economics, y académico asociado en el Mackinac Center for Public Policy.
Gran parte de la investigación de Leeson examina la aplicación del intercambio autorregulado y las estructuras sociales privadas. Leeson ha planteado argumentos consecuencialistas para el anarcocapitalismo, afirmando que: 
"El caso de la anarquía deriva su fuerza de la evidencia empírica, no de la teoría... en importantes arenas de la anarquía no observamos guerra mundial perpetua en ausencia de un gobierno mundial, encogimiento del comercio internacional en ausencia de una ley comercial supranacional, o incluso el deterioro de los niveles de vida en Somalia. Por el contrario, la paz prevalece abrumadoramente entre los países del mundo, el comercio internacional está floreciendo, y Somalia ha mejorado en virtud de la ausencia de Estado."
El Fondo para el Estudio de los Órdenes Espontáneos, que es administrado por la Atlas Economic Research Foundation, otorgó a Leeson su Hayek Prize en 2006, señalando sobre su beca, 
"Leeson se ha concentrado en el estudio del problema del orden donde no existe la ley formal, mostrando cómo en situaciones tan diversas como el comercio entre los extranjeros, el bandidaje colonial en África occidental y central y en la Somalia moderna, y la vida en las sociedades piratas a través del tiempo a menudo emergen reglas informales que permiten preservar el orden sin las pesadas manos del control del gobierno."

### Economía de la piratería
A raíz del secuestro del Maersk Alabama, el libro de Leeson y numerosos artículos sobre el tema de la piratería han llamado la atención de los medios importantes. En un artículo publicado por la National Public Radio, dijo que "los piratas del siglo 18, hombres como Barbanegra, "Black Bart" Roberts, y "Calico" Jack Rackam, no eran solamente ladrones. También eran experimentadores tempranos de algunos de los valores más apreciados del mundo moderno, como la libertad, la democracia y la igualdad."
Aunque Leeson tiene cuidado de señalar que no alaba las acciones criminales de los piratas, sostiene que su autoorganización es una ilustración de cómo incluso la conducta delictiva se basa en el propio interés racional. En una entrevista publicada por The New York Times, Leeson un resumen de su tesis:
"La idea del garfio invisible es que los piratas, aunque son criminales, son todavía impulsados por su propio interés. Así que se vieron obligados a construir sistemas de gobierno y las estructuras sociales que les permitieron alcanzar mejor sus fines criminales... La razón de que la criminalidad está impulsando estas estructuras es porque no pueden depender del Estado para proveer estructuras para ellos. Así los piratas, más que nadie, tenían que averiguar algún sistema de ley y  orden para hacer posible que permanezcan juntos el tiempo suficiente para tener éxito en el robo."